# Palazzo Da Sacco Pincherle
Il palazzo Da Sacco Pincherle è un edificio civile che sorge all'angolo tra via Adua e corso Porta Borsari a Verona.

## Storia
Il palazzo, collocato nel cuore del centro storico e all'incrocio di due strade tracciate in epoca romana (il decumano massimo, ora corso Porta Borsari, e il primo cardo, attuale via Adua), sorge su ampie testimonianze archeologiche. Sotto il fabbricato sono stati infatti rinvenuti almeno tre livelli di abitazioni, di cui due databili tra la fine del III secolo e l'inizio del IV, e quello più recente alto medievale; in particolare quelli romani sembrano rivelare la presenza di una o due domus private nell'area sud e di una struttura con funzioni pubbliche a nord.
La famiglia Da Sacco, che aveva avuto grande fortuna nella Verona del XIII secolo sia per le funzioni pubbliche assunte da alcuni dei componenti sia per le attività commerciali che svolgevano, si trasferì nell'area in cui sarebbe sorto il nuovo palazzo nel 1312. Fu Pietro Da Sacco, abile diplomatico che venne ricompensato dagli Scaligeri con l'esenzione dalle imposte per i suoi servigi, ad acquistare il primo lotto, proprietà che con il crescere della famiglia si sarebbe allargata con l'acquisizione dei terreni circostanti, occupati da casette medievali.

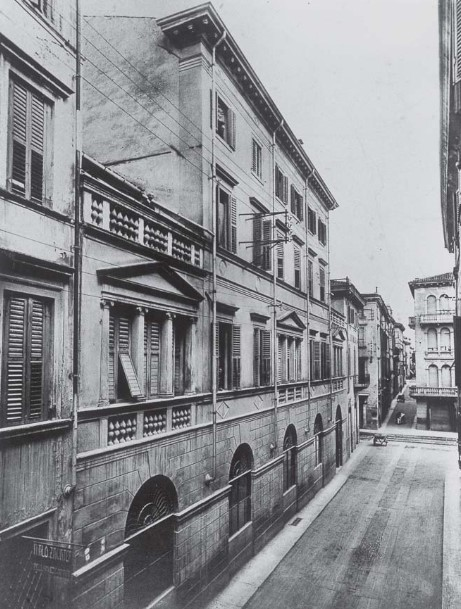
L'edificio di via Adua dopo gli interventi di metà Ottocento

Successivamente il complesso subì almeno una pesante ristrutturazione, tanto che in un disegno del prospetto datato al 1853 (una delle poche testimonianze pervenute di questo edificio, insieme ad un porticato a due arcate emerso durante un restauro di fine Novecento ad opera dell'architetto Libero Cecchini, caratterizzato dallo stemma della famiglia scolpito sul capitello della colonna) si presenta come un'architettura quattrocentesca, caratterizzato da quattro finestre trilobe di stile gotico, se affiancate da finestre più classiche sormontate da architravi modanati. I lavori che diedero questo aspetto al palazzo si devono probabilmente al medico Francesco da Sacco, le cui iniziali sono scolpite a lato dello stemma di famiglia rinvenuto sull'architrave di un portale marmoreo.
La proprietà dei Da Sacco si ampliò ancora, probabilmente nel XVI secolo, con l'acquisto di una serie di casette medievali che affacciavano su corso Porta Borsari, dove furono aperte una lunga serie di botteghe.
Nel corso del XIX secolo il palazzo passò di proprietà dalla famiglia Da Sacco alla famiglia Pincherle, che nel 1853 presentò alla Commissione dell'Ornato un progetto per la ristrutturazione del complesso, che prevedeva la sua trasformazione in forme neoclassiche. L'approvazione del progetto avvenne il 13 maggio dello stesso anno.

## Descrizione

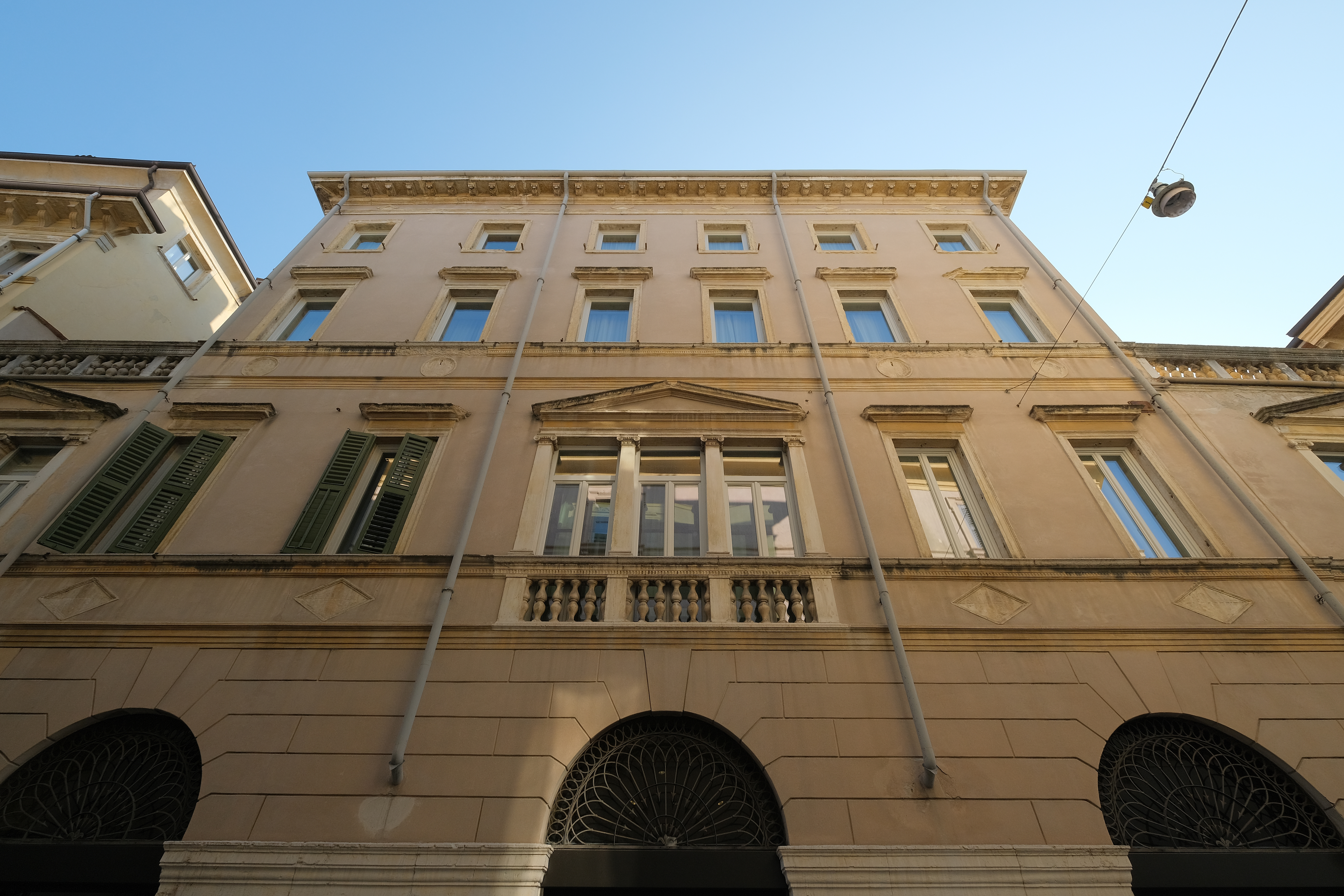
Il corpo principale prospettante su via Adua, caratterizzato dal piccolo loggiato centrale

Il complesso si può suddividere in due blocchi, principali, uno affacciato principalmente su via Adua e l'altro su corso Porta Borsari, entrambi completamente rimaneggiati nel corso dell'Ottocento.
Il corpo posto lungo via Adua presenta un imponente corpo centrale alleggerito dalle due ali laterali, più basse e con il loggiato al piano nobile. Una terza loggia, uguale a quelle presenti sulle ali, si trova al centro del corpo principale: queste sono ritmate da colonne con capitelli ionici che sostengono il frontone. Il piano terreno è caratterizzato dalla successione di aperture ad arco rialzato che si aprono sull'alto basamento a bugnato.
Anche l'aspetto del corpo posto lungo corso Porta Borsari è stato rimaneggiato e uniformato, in quanto derivava da una serie di tre edifici a due piani di epoca medievale, successivamente riunificati solo dal punto di vista della proprietà, anche se un intervento di sopraelevazione avvenne in epoca rinascimentale, come dimostra il fregio dipinto rinvenuto durante un intervento di restauro. Sulla facciata sono ancora presenti una meridiana affrescata, forse della stessa epoca del fregio dipinto, e un piccolo tabernacolo del XV secolo in tufo.